# Duloxetine
Duloxetine, được bán dưới tên thương hiệu Cymbalta và các thương hiệu khác, là một loại thuốc dùng để điều trị rối loạn trầm cảm lớn, rối loạn lo âu tổng quát, đau cơ xơ hóa và đau thần kinh. Nó được uống qua đường miệng.
Các tác dụng phụ thường gặp bao gồm khô miệng, buồn nôn, cảm thấy mệt mỏi, chóng mặt, kích động, các vấn đề tình dục và tăng tiết mồ hôi. Các tác dụng phụ nghiêm trọng bao gồm tăng nguy cơ tự tử, hội chứng serotonin, hưng cảm và các vấn đề về gan. Hội chứng cai thuốc chống trầm cảm có thể xảy ra nếu dừng lại. Có những lo ngại rằng sử dụng trong giai đoạn sau của thai kỳ có thể gây hại cho em bé. Nó là một chất ức chế tái hấp thu norepinephrine serotonin. Cách thức hoạt động của thuốc này không hoàn toàn rõ ràng.
Duloxetine đã được phê duyệt cho sử dụng y tế tại Hoa Kỳ vào năm 2004. Nó có sẵn như là một loại thuốc gốc. Tại Hoa Kỳ, chi phí bán buôn cho mỗi liều khoảng 0,20 USD tính đến năm 2018. Năm 2016, đây là loại thuốc được kê đơn nhiều thứ 48 tại Hoa Kỳ với hơn 15 triệu đơn thuốc.

## Sử dụng trong y tế
Công dụng chính của duloxetine là trong rối loạn trầm cảm chủ yếu, rối loạn lo âu tổng quát, đau thần kinh, đau cơ xương khớp mãn tính và đau cơ xơ hóa.